# Bürgerseen
Bürgerseen ist die Bezeichnung eines Naherholungsgebietes in Kirchheim unter Teck im Landkreis Esslingen in Baden-Württemberg. Die Bürgerseen bestehen aus drei Seen, dem „Unteren See“, dem „Mittleren See“ und dem „Oberen See“.

## Lage
Die Bürgerseen liegen im Talwald zwischen Kirchheim unter Teck und dem Nürtinger Stadtteil Reudern. Nordöstlich grenzt das Segelfluggelände Hahnweide an.

## Geschichte
Der Küfermeister Georg Mayer bat den Gemeinderat der Stadt Kirchheim vor mehr als 100 Jahren, ihm ein Gelände am Talbach zu überlassen, um die dort vorhandenen Fischteiche zu pachten und eine Fischzucht anzulegen. Die Fischteiche selbst sind schon älter. Bereits 1721 werden sie in städtischen Gerichtsprotokollen erwähnt. Die Seen dienten nicht nur der Fischzucht. Im Winter  konnten die Bürger dort Schlittschuhlaufen, sofern die Seen zugefroren waren. Im Sommer konnte man Bootfahren. Baden war früher nicht erlaubt.

## Nutzung
Seit 1956 pflegt der „Verein der Bürgerseefreunde e.V.“ die Seenlandschaft und hält dabei das Gleichgewicht von Natur zum einen und Naherholung zum anderen aufrecht.
Der Untere See bietet Bademöglichkeiten mit eigens angelegten Inseln und Grillplätzen. Im Winter ist dort bei entsprechend zugefrorenem See das Eislaufen möglich und auch grundsätzlich erlaubt. Direkt beim See liegt ein Kiosk, der täglich geöffnet ist.
Der Mittlere und Obere See sind Flora und Fauna vorbehalten, dort darf nicht gebadet werden. Beim Mittleren See handelt es sich um ein Angelgewässer. Der Obere See mit seinen Uferbereichen gilt als Biotop mit artenreichen Uferpflanzen. Kleinröhricht, Igelkolben und Sumpfschwertlilien gehören ebenso dazu wie Schilf- und Sumpfpflanzen. Es besteht ein Gewässerlehrpfad und ein Naturerlebnispfad.
Die Seen liegen im Landschaftsschutzgebiet 1.16.063 Kirchheim unter Teck. Teile der Uferbereiche aller Seen und der gesamte Mittlere See sind als Biotop geschützt.